# Piper Kerman

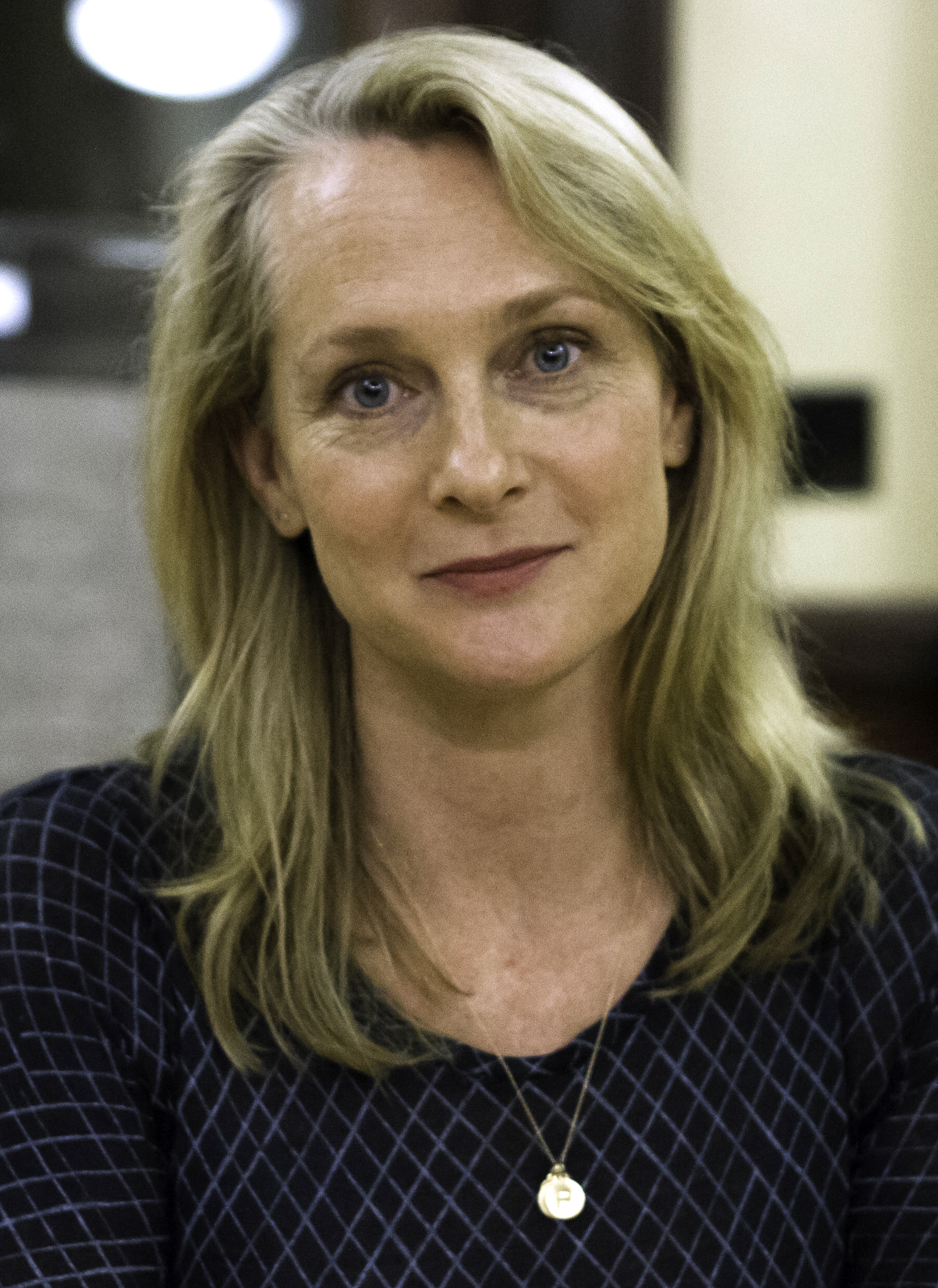
Piper Kerman (2014)

Piper Eressea Kerman (* 28. September 1969 in Boston) ist eine US-amerikanische Autorin. Sie wurde durch ihre Memoiren über ihre Erlebnisse im Gefängnis bekannt, die mit der Dramedy-Serie Orange Is the New Black verfilmt wurden.

## Leben
Kerman wuchs in einer angesehenen Bostoner Familie auf, in der viele als Ärzte, Anwälte und Lehrer arbeiteten. 1992 schloss sie das Smith College ab.
1993 begann sie eine Liebesbeziehung mit Catherine Cleary Wolters, die für einen westafrikanischen Drogenboss mit Heroin handelte. Piper Kerman schmuggelte Geld in andere Länder. Sie wurde 1998 wegen Drogen- und Geldschmuggel zu 15 Monaten Haft verurteilt. Sie trat ihre Haftstrafe 2004 an und saß für 13 Monate im Bundesgefängnis von Danbury, einem Gefängnis mit minimaler Sicherheitsstufe.
2010 veröffentlichte sie ihren Bestseller unter dem Titel Orange Is the New Black: My Year in a Women’s Prison, in dem sie über die Erfahrungen im Frauengefängnis erzählte. Die Geschichte wurde von Jenji Kohan für Netflix als Webserie unter dem Namen Orange Is the New Black verfilmt. Die Schauspielerin Taylor Schilling verkörpert darin Piper Chapman, eine Figur, die auf Piper Kerman basiert. Die Serie wurde bei der Primetime-Emmy-Verleihung 2014 in fünf Kategorien nominiert, darunter als Beste Comedyserie.
Am 21. Mai 2006 heiratete sie ihren ersten Freund, den Schriftsteller Larry Smith.

## Veröffentlichungen
- Orange Is the New Black: My Year in a Women’s Prison. Spiegel & Grau (Randon House Inc.), New York 2010
  - Orange Is the New Black: Mein Jahr im Frauenknast. (Übersetzung von Kathrin Bielfeldt und Jürgen Bürger) Rowohlt Taschenbuchverlag, Reinbek 2015. ISBN 978-3-499-62880-1